# Шаховской сельсовет
Шаховской сельсовет — упразднённая административно-территориальная единица, существовавшая на территории Московской губернии и Московской области до 1958 года.
Шаховской сельсовет возник в первые годы советской власти. По данным 1922 года он находился в составе Судисловской волости Волоколамского уезда Московской губернии.
В 1924 году Шаховской с/с был присоединён к Лобановскому с/с, но уже в 1925 году выделен обратно. В 1926 он вновь был присоединён к Лобановскому с/с.
В 1929 году Шаховской с/с был вновь выделен из Лобановского с/с и отнесён к Шаховскому району Московского округа Московской области, в состав сельсовета вошло селение Шаховская.
24 марта 1958 года населённый пункт Шаховская получил статус рабочего посёлка, в связи с чем Шаховской с/с был упразднён.